# Alléluia (pâtisserie)

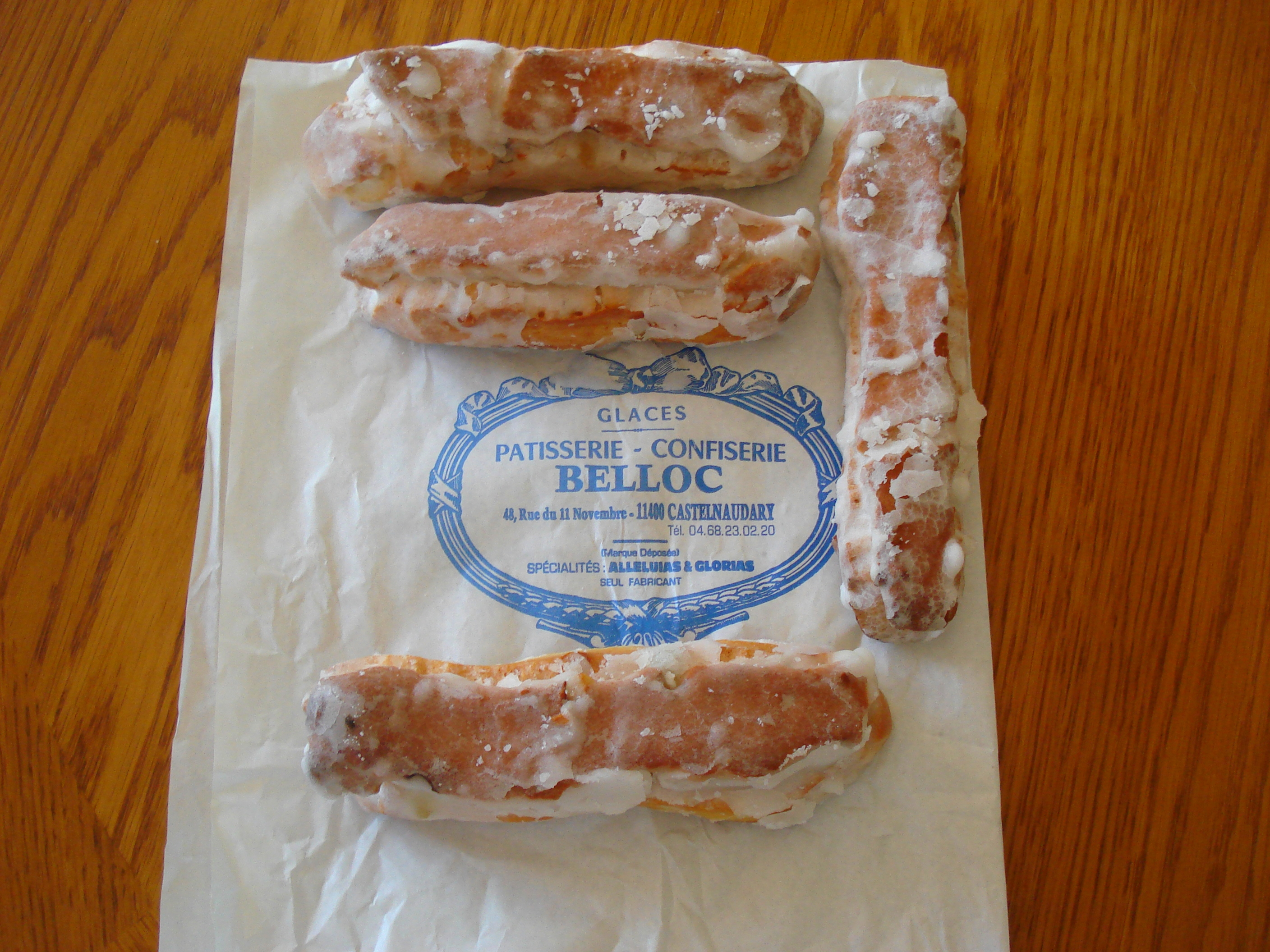
Alléluias, pâtisseries de Castelnaudary

Pour les articles homonymes, voir Alléluia (homonymie).
L'alléluia de Castelnaudary est une pâtisserie française en pâte à choux, glacée de losanges d'angélique.

## Historique
L'origine du nom n'est pas certaine. Selon certaines sources, le pape Pie VII, à son retour de captivité à Fontainebleau, aurait passé une nuit à l'hôtellerie Notre-Dame à Castelnaudary le 2 février 1814. Un pâtissier, M. Izard, lui aurait offert quelques gâteaux confectionnés selon une recette rapportée par un soldat de Napoléon. Pie VII, qui parlait mal le français, aurait remercié simplement en disant : « Alléluia ! ». Selon d'autres sources, son nom viendrait du refrain que chantaient les enfants lorsqu'ils quêtaient le soir du Samedi saint. Ils recevaient en échange ce gâteau.
Au niveau national, l'alléluia est identifié pour la première fois en tant que spécialité languedocienne dans le Larousse ménager de 1926.